# Транспорт в София
Транспортната система на София, столицата на България, е силно развита и е важна част от националната транспортна система. В София са представени всички видове транспорт с изключение на водния.

## Железопътен транспорт
София е най-важният за страната железопътен възел и осъществява връзката с вътрешността на страната по 5 направления. Изградени са 8 гари (Централна, Смирненски, София-Север, Илиянци, Подуене, Искър, Захарна фабрика, Горна Баня и спирки Надежда, „Обеля“ и „Бакърена фабрика“) със съответните локомотивни и вагонни депа. За периода януари – юли 2004 г. броят на пътниците, обслужени на Централна гара, е 2 323 844, което представлява 11,8% от общия брой пътници в железопътната мрежа на страната. София е и седалище на Български държавни железници. Намиращата се в непосредствена близост Централна автогара София позволява на пътниците да бъдат обслужвани едновременно за страната и чужбина от 47 и 60 автобуса съответно.

## Автомобилен транспорт
Автомобилният транспорт има перспективи за развитие поради факта, че в София се пресичат три трансевропейски транспортни коридора – номера 4, 8 и 10. Основните входно-изходни артерии са в направленията югоизток (автомагистрала Тракия), изток-североизток (автомагистрала Хемус и Задбалканските котловини), югозапад (направление Перник-Благоевград-Кулата), и северозапад (направление Сливница-Калотина). Транзитният трафик се пренасочва по т.нар. „Околовръстен път“. Централната част на града е претоварена в пиковите часове поради тесни улици, нерешени проблеми с паркирането и неефективен контрол на транспорта. През периода 2000 – 2008 г. задръстването се влошава поради нарастване броя автомобили в столицата. За разлика от повечето европейски градове, центърът на София е широко дотъпен за автомобилен трафик за сметка на едва две пешеходни улици (бул. „Витоша“ и ул. „Пиротска“), които също се пресичат от автомобили. Дори централните площади на София „Александър Невски“ и „Батенберг“ не са пешеходни зони, а са превърнати в платени паркинги. Автомобили се движат и в Борисовата градина. През 2011 г. общината прави опити за частично ограничаване на трафика с въвеждането на платено паркиране в центъра чрез синя и зелена зона, но ефектът е символичен поради слабия контрол върху паркирането в паркове, тротоари, градинки и т.н. Заради „проавтомобилната“ си ориентация София страда от замърсяване на въздуха и по данни на СЗО хронично поддържа опасни за населението нива на фините прахови частици. Далече под 1% от хората в София се придвижват с велосипед, а добри условия за каране на колело липсват дори на местата, където са изградени велосипедни алеи.

## Въздушен транспорт
Въздушният транспорт е представен с най-голямото летище в страната, летище София, и с центъра за ръководство на въздушното движение. Започва да функционира през 1940-те, на много пъти е разширявано и доизграждано и пистите удължавани. Трафикът започва да расте бързо през следващите години след откриването. Това налага многократно увеличаване на капацитетните способности. Започва строеж на отделен терминал за вътрешните полети до Варна, Бургас, Русе, Горна Оряховица, Търговище, Видин и Силистра, а след това и на нова сграда за пристигащите пътници по международни линии. Пистата е ремонтирана няколко пъти, инсталирани са съвременни аеронавигационни съоръжения, за да е в унисон с новите изисквания на модерната реактивна гражданска авиация. През 1990-те старото летище вече не може да поеме увеличения трафик. През 2001 г. започва модернизация и строеж на втори терминал. През 2008 г. са обслужени общо 3 230 696 пътници, което представлява ръст от 17,6% спрямо 2007 г.

## Обществен транспорт
В системата на градския пътнически транспорт основният превозвач е общинският Център за градска мобилност. Изцяло функционира първи метродиаметър на Софийското метро – от Обеля до Бизнес парк София и Летище София, започва да функционира и Метродиаметър 2 на 31 август 2012 г.

### Софийско метро
Софийското метро е първото и единствено метро в България. Влиза в експлоатация на 28 януари 1998 г. Поради тежката финансова криза през 1980-те и 1990-те години неговият строеж е отлаган многократно. Строителството му е финансирано от общинския и националния бюджет, а също така и от европейски фондове.
Към 8 септември 2009 г. метрото има 1 диаметър и 14 метростанции с обща дължина 17,9 km, а през 2012 г. вече разполага с 2 метродиаметъра и 27 станции и е с обща дължина 31 km. През 2012 г. на 31 август е открита линия 2 на метрото с нови 11 метростанции, която свързва кварталите Обеля, Надежда и Триъгълника с Централна гара, пл. „Света Неделя“, НДК и Лозенец. През 2015 г. са пуснати в експлоатация и 2 продължения на линия 1 към Аерогара София с 4 метростанции и към Бизнес парк София с 3 метростанции, съответно на 2 април 2015 г. и 8 май 2015 г. През 2020 г. се открива и третата линия на метрото първоначално от Хаджи Димитър до Красно село а през 2021 г. и до Горна Баня. Така общатата дължина на метрото към 2022 г. е 52 км. През същата 2022 г. започва и строителството и на 3 километра продължение от Хаджи Димитър към квартал Враждебна. 

### Трамваи
Трамваите започват да се движат в София от 1 януари 1901 г. По това време има само 6 маршрута с дължина 23 km. Днес общата дължина на трасето е 308 km. Съществуват 17 линии с общ брой на спирките 290. До откриването на първата нормалнорелсова линия през 1987 г. всички трамвайни линии в столицата са теснопътни с междурелсие 1009 mm. Само четири линии са с нормалното за повечето европейски страни междурелсие от 1435 mm.

### Тролейбуси
Тролейбусният транспорт в София започва да се развива след автобусния и трамвайния. Тролейбуси в София се движат от 14 февруари 1941 г. Към средата на 2021 г. общата дължина на трасетата е 193 km, а броят на линиите е 10. Пътниците се превозват от 137 тролейбуса. От 1988 г. до 2009 г. гръбнакът на тролейбусния транспорт в София са унгарските съчленени тролейбуси Икарус 280 Т. През 2009 г. започва обновяване на тролейбусния парк с нископодови тролейбуси Skoda Solaris 26Tr и Skoda Solaris 27Tr, като през 2014 г. 90% от парка се състои от тролейбуси Škoda.

### Автобуси
Автобусите се движат в София от 20 април 1935 г. Общата дължина на всички линии е 2380 km с 92 линии. Маршрутите се обслужват от над 580 автобуса, които годишно превозват около 260 милиона пътници.
Автобусният транспорт заема най-голям дял от всички пътувания, извършени с масов градски транспорт. Голяма част от автобусния парк е силно амортизиран, което влияе изключително неблагоприятно върху екологичната обстановка в София и понижава комфорта на пътуване.
Още през 1950-те и 60-те години са разработвани планове за постепенно отпадане на градските автобусни линии (които в настоящия момент[ неясно? ] са 43) и замяната им с трамвайни и (където не е възможно изграждане на трамвайни линии) с тролейбусни линии, но поради липса на средства не са реализирани.

### Маршрутни таксита
Транспортната система в града се допълва от 49 маршрутни линии (маршрутни таксита, „маршрутки“), както и над 15 хиляди таксита.